# عباس میرزا ابوطالبی

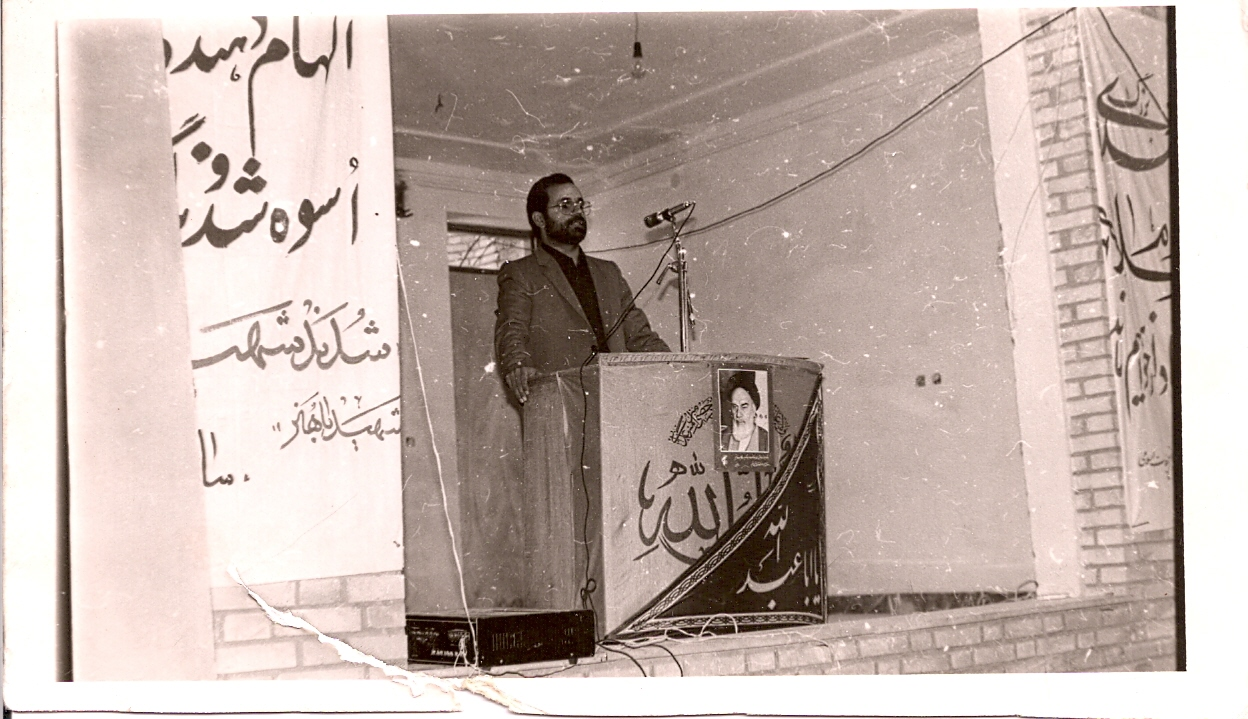
عباس میرزاابوطالبی اوایل انقلاب اسلامی

عباس میرزا ابوطالبی (متولد ۱۳۳۳ کرج – درگذشته ۴ آبان ۱۴۰۳) استاندار و نماینده دور سوم مجلس شورای اسلامی و سیاستمدار اصلاح طلب بود.

## تولد و تحصیلات
وی در سال ۱۳۳۳ در کرج در خانواده‌ای مذهبی متولد و پس از تحصیلات دوره متوسطه در رشته ریاضی در سال ۱۳۵۳ در رشته علوم اجتماعی دانشگاه تهران مجتمع آموزش عالی دهخدا مشغول تحصیل شد. 
میرزاابوطالبی در سال‌های ۱۳۵۵ و ۱۳۵۶ به دلیل فعالیت سیاسی علیه حکومت شاهنشاهی ابتدا از شرکت در امتحانات دانشگاه محروم و پس از دستگیری و مجروح شدن از دانشگاه اخراج گردید. وی عضو فعال گروه انقلابی ندای اسلام بود و در برگزاری راهپیمایی‌ها در شهرهای تهران و قزوین نقش فعال داشته و از مؤسسین انجمن اسلامی مجتمع آموزش عالی دهخدای قزوین بود. وی پس از پیروزی انقلاب اسلامی تحصیلات خود را تا مقطع کارشناسی ارشد در رشته مدیریت ادامه داد و موفق به اخذ دو مدرک کارشناسی ارشد گردید.

## فعالیت های سیاسی
میرزا طالبی بعد از پیروزی انقلاب در سمت هایی مانند فرمانداری قزوین، معاون سیاسی اداری استانداری زنجان،دفتر نخست وزیری، استانداری  کهگیلویه و بویراحمد، قائم مقام وزیر راه فعالیت داشت. او در دوره سوم مجلس شورای اسلامی از حوزه انتخابیه زنجان به مجلس راه یافت. وی همچنین در انتخابات دوره چهارم شورای شهر تهران به عنوان عضو علی البدل انتخاب شد. وی از فعالین اصلاح طلب محسوب شده که در زمان انتخابات 1388 ریاست شورای اصلاحات را برعهده داشت.

## بازداشت
عباس میرزاابوطالبی در انتخابات سال ۱۳۸۸ معاونت ستاد مهندس میرحسین موسوی را عهده‌دار بود، وی در آن زمان ریاست شورای هماهنگی جبهه اصلاحات را بعده داشت که سرانجام در تاریخ ۱۹ تیر ماه سال ۱۳۸۸ توسط مأمورین امنیتی بازداشت و مدت ۲ ماه را در زندان انفرادی گذراند. این بازداشت منجر به صدور حکم برای وی نگردید.

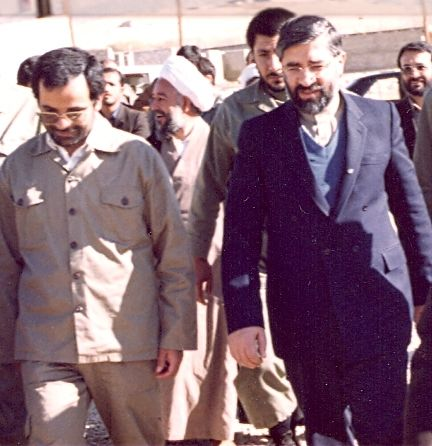
میرزا ابوطالبی به همراه مهندس میر حسین موسوی

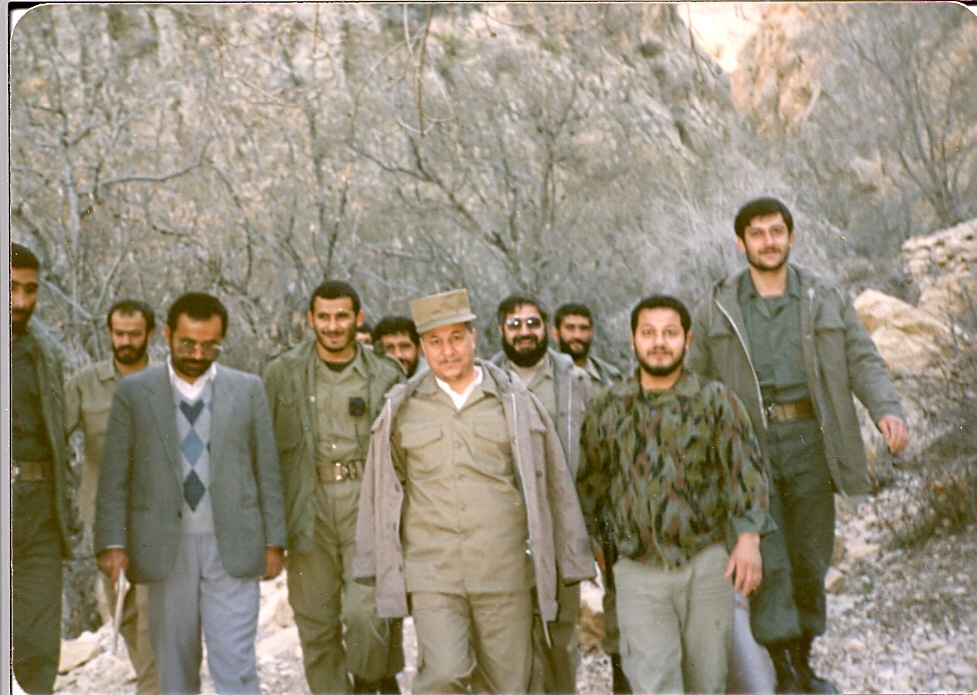
میرزا طالبی به همراه هاشمی رفسنجانی

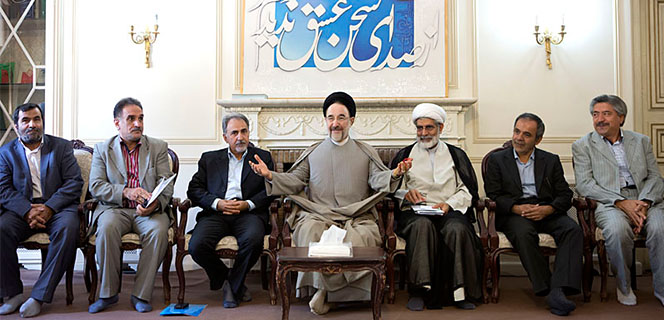
میرزا ابوطالبی در دیدار با سید محمد خاتمی، انتخابات شورای اسلامی شهر تهران سال ۹۲

## سوابق مسئولیتی و عضویت در مجامع علمی و حرفه‌ای
1. معاون و جانشین وزیر مسکن و شهرسازی در دوره سید محمد خاتمی
2. سخنگوی وزارت مسکن و شهرسازی
3. استاندار کهگیلویه و بویراحمد در دوره هاشمی رفسنجانی[۴]
4. نماینده دوره سوم مجلس شورای اسلامی[۵]
5. معاون دفتر نخست وزیر مهندس میرحسین موسوی
6. مدیر کل امور اداری نخست وزیری
7. عضو هیئت عالی نظارت بر تخلفات اداری کشور[۶]
8. معاون سیاسی اداری استانداری زنجان
9. فرماندار قزوین
10. عضو هیئت رئیسه اتحادیه بین المجالس جهانی
11. رئیس دانشگاه آزاد اسلامی یاسوج
12. عضو مجمع استانداران جمهوری اسلامی
13. عضو شورای هماهنگی جبهه اصلاحات
14. نایب رئیس دوم خانهٔ احزاب ایران[۷]
15. قائم مقام دبیر کل حزب همبستگی ایران اسلامی
16. انتخاب به عنوان مدیر ماندگار جمهوری اسلامی ایران